# Geliebtes Fräulein Doktor
Geliebtes Fräulein Doktor ist ein deutsches Filmmelodram aus dem Jahre 1954 von Hans H. König mit Edith Mill in der Titelrolle.

## Handlung
Ein Jungsinternat zu Beginn der 1950er Jahre. Im Gleichschritt wandern die Buben in den Bergen, ein frohes Lied auf den Lippen, und spielen am Abend dem Lehrer mal wieder einen Streich. Dabei fällt dieser in einen See und kündigt anderntags augenblicklich entnervt seine Stelle. Wieder haben die Rabauken eine Lehrkraft vergrault, und dies ist nicht der erste Pauker, den diese Internatsklasse aus der Schule vertrieben hat. Internatsleiter Dr. Franke will es daraufhin mal mit einer Lehrerin versuchen und lädt aus diesem Grunde Frl. Dr. Maria Hofer ein. Der strenge aber zugleich verständnisvolle Pädagoge hofft inständig, dass sich die Lümmel einer jungen Dame gegenüber von ihrer chevaleresken Seite zeigen werden. Dr. Hofer hat zuvor an einer Klosterschule unterrichtet und war bislang eine vollkommen andere Schülerschaft gewohnt. Sie ist auch deutlich jünger als all die verknöcherten Lehrkräfte des Internats. Franke hofft inständig, dass sie weiß, wie man mit jungen, aufsässigen Menschen umgeht. Doch ihr altjüngferliches Erscheinungsbild, das für eine katholische Klosterschule genau das richtige sein mag, halten die frechen Bengels für eindeutig verbesserungswürdig, und so stellen die renitenten Schüler das Frollein Doktor erst einmal auf die Probe, indem sie ihren altjüngferlichen Mary-Poppins-Look verspotten, um ihr in einem Briefe Verbesserungsvorschläge für ihre optischen Aufhübschung unterbreiten.
Um sich damit nicht sogleich in die Nesseln zu setzen, lässt es der schriftführende Schüler Cicero, zugleich Klassenprimus, es so aussehen, als käme der Brief vom Sportlehrer Dr. Hans Klinger, Typ tumbe Nuss mit Muskeln. Am Ende eines jeden Schreibens hinterlässt der kleine Streber ein P.S., in dem er konkret Vorschläge zu einer anderen Frisur oder einem schickeren Kleid oder modischeren Schuhen und Strümpfen unterbreitet. Erstaunlicherweise nimmt sich Maria Hofer diese Ratschläge zu Herzen, und so mausert sich die graue Maus, das von den Schülern eigentlich geliebte Fräulein Doktor, zu einer ansehnlichen, modernen jungen Frau. Marias Selbstbewusstsein findet ebenso eine Stärkung wie das Interesse des vorgeschobenen Sportlehrers, denn Klinger gefällt die neue Maria Hofer sehr viel besser als die alte. Doch Klinger, der sehr viel mehr in den Armen und Beinen als im Kopf zu haben scheint, braucht lange, bis er sich über seine Gefühle für die junge Kollegin im Klaren ist, zumal er überhaupt keine Ahnung hat, dass angebliche von ihm verfasste Briefe im Umlauf des Internats sind. Erst als der neunmalkluge Cicero kurzzeitig sich ebenfalls in seine neue Lehrerin zu verlieben droht und Maria Hofer, nachdem die Wahrheit über die Briefe ans Tageslicht gekommen ist, sich gekränkt aus dem Staub gemacht hat, kommt Klinger in die Gänge. Es kommt zum genreüblichen Happy End: Aus den beiden begriffsstutzigen Lehrkräften wird schließlich ein Paar.

## Produktionsnotizen
Geliebtes Fräulein Doktor entstand vom 20. September bis zum 12. November 1954 im Filmatelier von München-Geiselgasteig, die Außenaufnahmen wurden zwischen dem 14. und dem 26. Oktober 1954 in Mittenwald, München, am Lautersee, Berg am Laim und in Neugrünwald hergestellt. Die Uraufführung war am 3. Dezember 1954 in Stuttgart und Gelsenkirchen, die Berliner Premiere erfolgte am 25. Februar 1955. Im deutschen Fernsehen konnte man den Streifen erstmals am 24. Juli 1960 in der ARD sehen.
Produzent Richard König war auch Produktionsleiter. Das Ehepaar Otto Pischinger und Herta Hareiter schufen die Filmbauten, Hildegard Bornkessel die Kostüme. Heinz Pehlke war einfacher Kameramann, Robert Gilbert verfasste die Liedtexte.
Zahlreiche Darsteller gaben hier ihren Einstand vor der Kamera: Helmut Schmid, Christian Doermer und Pieter Kunheim, der Sohn der Filmlegende Brigitte Helm.

## Kritik
Im Lexikon des Internationalen Films heißt es: „Heitere Kombination von Schul- und Heimatfilm mit ein bißchen Liebe. Pädagogisch verdreht, konventionell inszeniert, harmlos unterhaltend.“